# Carurú Airport
Carurú Airport är en flygplats i Colombia.   Den ligger i departementet Vaupés, i den sydöstra delen av landet, 500 km sydost om huvudstaden Bogotá. Carurú Airport ligger 197 meter över havet.
Terrängen runt Carurú Airport är platt.  Trakten runt Carurú Airport är nära nog obefolkad, med mindre än två invånare per kvadratkilometer. I omgivningarna runt Carurú Airport växer i huvudsak städsegrön lövskog.